# 溪美街道
溪美街道是位于中国福建省泉州市南安市市区中心的一个街道，是南安市政府所在地。

## 名称由来
溪美原名“溪仔尾”，因东田兰溪至此流入西溪的末端而得名。因闽南语“溪尾”与“溪美”同音，故名溪美。

## 概况
溪美街道辖区总面积为65km2，共有人口8.1万人，海外侨亲1.2万人。街道的支柱产业为水暖消防、针织鞋业、机械鞋业、食品罐头等。

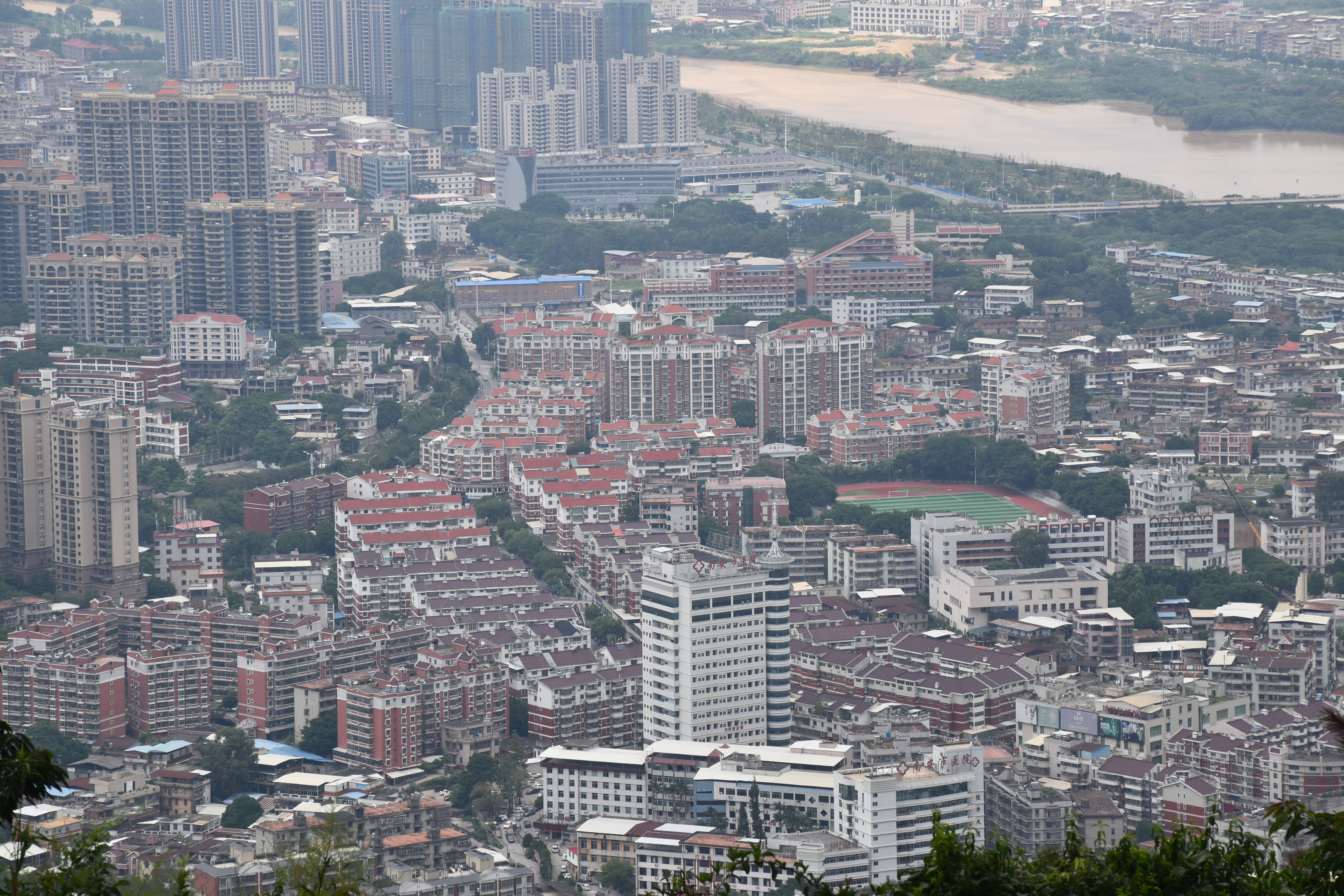
溪美街道一角

溪美街道有花岗岩、高岭土等主要矿产近10种，植物1200多种，森林覆盖率达41%。街道境内有西溪、蓝溪两条河流。

## 行政区划
溪美街道办事处驻镇府巷，辖9个社区、6个行政村：
溪美社区、中山社区、民主社区、湖滨社区、长兴社区、白沙崎社区、湖美社区、彭美社区、崎峰社区、镇山村、贵峰村、莲塘村、长富村、宣化村、大埔村。

## 文化
溪美街道的贵峰村，被誉为"中华第一诗村"，有"野老学童随口唱，俗言俚语尽诗声"之称。